# Melanochaeta flavofrontata
Melanochaeta flavofrontata är en tvåvingeart som först beskrevs av Becker 1903.  Melanochaeta flavofrontata ingår i släktet Melanochaeta och familjen fritflugor. Inga underarter finns listade i Catalogue of Life.